# Irene Escolar
Irene Escolar Navarro (Madrid, 19 de octubre de 1988) es una actriz española, ganadora del Goya a Mejor Actriz Revelación en 2016, premiada en el Festival Internacional de Cine de San Sebastián, ganadora del Fotogramas de Plata a la mejor actriz de teatro en 2018 y del Premio Ojo Crítico de RNE. En 2019 recibió el Premio de Cultura de la Comunidad de Madrid. Es creadora, junto a Bárbara Lennie, de Escenario 0, un proyecto para HBO que fusiona las artes escénicas y el audiovisual.

## Biografía
Nacida en el seno de una familia con gran tradición en la escena: hija del productor y director de producción José Luis Escolar y la libretista Lourdes Navarro, nieta de los actores Irene Gutiérrez Caba y Gregorio Escolar, sobrina nieta de los actores Julia y Emilio Gutiérrez Caba y Manuel Collado Álvarez; bisnieta de los actores Irene Caba Alba y Emilio Gutiérrez Esteban, sobrina bisnieta de los actores Manuel, Julia y Josefa Caba Alba y Manuel San Román Alonso; tataranieta de la actriz Irene Alba, sobrina tataranieta de la actriz Leocadia Alba y tataranieta del actor Pascual Alba.
Inició sus estudios de interpretación en la escuela de Cristina Rota. Posteriormente se ha formado en el Teatro de la Abadía, y en la Bienal de Teatro de Venecia con directores como Declan Donnellan, Thomas Ostermeier o Jan Lauwers entre otros. Asimismo, estudia Filología inglesa por la UNED y practica Danza clásica y contemporánea.
Comenzó su carrera participando en obras teatrales, donde ha realizado una dilatada carrera, siendo especialmente reconocida por su labor sobre las tablas y obteniendo en 2019 el Premio de Cultura por su aportación al teatro. En 2002 estrenó su primer papel en cine con la película Imagining Argentina. Posteriormente, participó en películas como El séptimo día (2004), Los girasoles ciegos (2007), Al final del camino (2009) o Cruzando el límite (2010). En 2014 obtuvo su primer papel destacado en televisión en la serie de TVE Isabel dando vida a Juana I de Castilla.
En 2015 protagonizó la película Un otoño sin Berlín, por la cual obtuvo el Premio Goya a mejor actriz revelación y una mención especial en el Festival Internacional de Cine de San Sebastián. Desde entonces ha participado en diversos largometrajes como Las ovejas no pierden el tren (2015), Altamira (2016) o Bajo la piel del lobo (2018). En 2019 recibió el Premio de Cultura de la Comunidad de Madrid por su aportación al teatro
A principios de 2020 se estrenó como creadora y productora, junto a Bárbara Lennie, en la serie de HBO Escenario 0, en la que también participó como actriz en tres episodios. En diciembre de 2020 protagonizó la serie de Movistar+ Dime quién soy, donde da vida a Amelia Garayoa y donde habla cuatro idiomas: inglés, francés, alemán y ruso.
En 2021 trabajó con Mariano Cohn y Gastón Duprat en Competencia oficial y con Jonás Trueba en Tenéis que venir a verla, película que ganó el premio del jurado en el Festival Internacional de Cine de Karlovy Vary. Un año más tarde rodó Las chicas están bien, primera película de Itsaso Arana como directora, y estrenó la obra de teatro Finlandia, escrita y dirigida por Pascal Rambert.
En 2023 se conoció que sería una de las protagonistas la serie Las largas sombras dirigida por Clara Roquet para Disney+, que se estrenó en mayo de 2024. Ese mismo año también participó en la película Caída libre de Laura Jou, en la cinta Ariel de Lois Patiño y en la serie de Televisión Española Las abogadas, dando vida a Manuela Carmena. En 2025 se anunció que formaría parte del elenco principal de la serie La Ruta. Vol. 2: Ibiza interpretando a dos personajes.

## Filmografía

### Cine
| Año  | Título                             | Personaje                  | Dirección                    | Notas        |
| ---- | ---------------------------------- | -------------------------- | ---------------------------- | ------------ |
| 2002 | Imagining Argentina                | Eurydice                   | Christopher Hampton          |              |
| 2004 | Ratas                              | Sandra                     | Javier Pulido                | Cortometraje |
| 2004 | Chatarra                           | Irene                      | Rodrigo Rodero               | Cortometraje |
| 2004 | El séptimo día                     | Antonia Jiménez            | Carlos Saura                 |              |
| 2007 | Canciones de amor en Lolita's Club | Jennifer                   | Vicente Aranda               |              |
| 2007 | Los girasoles ciegos               | Elenita                    | José Luis Cuerda             |              |
| 2007 | Seis o siete veranos               | Berta joven                | Rodrigo Rodero               | Cortometraje |
| 2007 | Ermyntrude y Esmeralda             | Ermyntrude                 | José Miguel Alonso           | Cortometraje |
| 2009 | Al final del camino                | Laura                      | Roberto Santiago             |              |
| 2009 | 3 de Mayo                          | Manuela Malasaña           | Luis María Ferrández         | Cortometraje |
| 2010 | Cruzando el límite                 | Nuria                      | Xavi Giménez                 |              |
| 2010 | El idioma imposible                | Elsa                       | Rodrigo Rodero               |              |
| 2013 | Presentimientos                    | Sandra                     | Santiago Tabernero           |              |
| 2013 | Gente en sitios                    | Irene                      | Juan Cavestany               |              |
| 2014 | Isabel Isabellae                   | Isabel                     | Amanda Rolo                  | Cortometraje |
| 2015 | Un otoño sin Berlín                | June                       | Lara Izagirre                |              |
| 2015 | Las ovejas no pierden el tren      | Natalia                    | Álvaro Fernández Armero      |              |
| 2016 | Gernika                            | Isabel                     | Koldo Serra                  |              |
| 2016 | Altamira                           | Mary                       | Hugh Hudson                  |              |
| 2016 | La corona partida                  | Juana I de Castilla        | Jordi Frades                 |              |
| 2016 | The Darkness Keeper                | Darkness (voz)             | Rodrigo Atiénzar             | Cortometraje |
| 2017 | La princesa Paca                   | Francisca Sánchez del Pozo | Joaquín Llamas               |              |
| 2018 | Bajo la piel de lobo               | Adela                      | Samu Fuentes                 |              |
| 2018 | Las leyes de la termodinámica      | Raquel                     | Mateo Gil                    |              |
| 2021 | Competencia oficial                | Diana Suárez               | Gastón Duprat y Mariano Cohn |              |
| 2022 | Tenéis que venir a verla           | Susana                     | Jonás Trueba                 |              |
| 2023 | Las chicas están bien              | Irene                      | Itsaso Arana                 |              |
| 2024 | Caída libre                        | Claudia                    | Bernat Vilaplana             |              |
| 2024 | Ariel                              | Ariel                      | Lois Patiño y Matías Piñeiro |              |
| 2025 | Ceniza en la boca                  |                            | Diego Luna                   |              |

### Televisión
| Año       | Título                 | Personaje         | Notas                                        |
| --------- | ---------------------- | ----------------- | -------------------------------------------- |
| 2008      | LEX                    | Niña              | Episodio: «Genéticamente infiel»             |
| 2014      | Isabel                 | Juana de Castilla | Elenco principal; 12 episodios (temporada 3) |
| 2019      | Paquita Salas          | Irene             | Episodio: «B-Fashion»                        |
| 2020      | Escenario 0            | Varios personajes | 3 episodios                                  |
| 2020–2021 | Dime quién soy         | Amelia Garayoa    | Protagonista; 9 episodios                    |
| 2024      | Las largas sombras     | Paula Ríos        | Elenco principal; 6 episodios                |
| 2024      | Las abogadas           | Manuela Carmena   | Elenco principal; 6 episodios                |
| 2025      | La Ruta. Vol. 2: Ibiza | Violeta / Olivia  | Elenco principal; 6 episodios                |

## Teatro
- Mariana Pineda de Federico García Lorca (1998), dir. José Tamayo. Personaje: Úrsula. Teatro Bellas Artes.
- Adiós a la bohemia, zarzuela de Pablo Sorozábal con libreto en español de Pío Baroja (2001), dir. Mario Gas. Personaje: Chica 1.ª. Teatro Español.
- 50 voces de Don Juan Tenorio de José Zorrilla (2006), dir. Mario Gas. Personaje: Novice. Teatro Español.
- Días mejores de Richard Dresser (2008-2009), dir. Àlex Rigola. Personaje: Crystal. Teatro de la Abadía.
- Rock 'n' Roll de Tom Stoppard (2010), dir. Àlex Rigola. Personaje: Alice. Matadero.
- El mal de la juventud de Ferdinand Bruckner (2010-2011), dir. Andrés Lima. Personaje: Lucy. Teatro de la Abadía.
- Los cuerpos perdidos de José Manuel Mora (2011), lectura dramatizada dir. Carlota Ferrer. Sala Triángulo.
- Oleanna de David Mamet (2011), dir. Manuel de Benito. Personaje: Carol. Teatro Español.
- Íncubo de Álex Mañas (2011), dir. Álex Mañas. Personaje: Eva. Teatro Villarroel (Barcelona).
- Agosto (Condado de Osage) de Tracy Letts (2011-2012), dir. Gerardo Vera. Personaje: Jean. Teatro Valle-Inclán.
- De ratones y hombres de John Steinbeck (2012-2013), dir. Miguel del Arco. Personaje: Mujer de Curley. Teatro Español.
- Capitalismo, hazles reír de Juan Cavestany (2013), dir. Andrés Lima. Personaje: Sun-Yi. Teatro Circo Price.
- La chunga de Mario Vargas Llosa (2013), dir. Joan Ollé. Personaje: Meche. Teatro Español.
- El cojo de Inishmaan de Martin McDonagh (2013-2014), dir. Gerardo Vera. Personaje: Helen. Teatro Español.  Teatro Infanta Isabel.
- La casa de hielo de Marit Tusvik (2014), lectura dramatizada dir. Carlota Ferrer. Personajes: Joanne/Herna. Teatro Español.
- Más palos que una piñata, obra corta de Juan Cavestany (2015), dir. Andrés Lima. Teatro de La Abadía.
- El público de Federico García Lorca, (2015-2016-2017) dir. Àlex Rigola. Personaje: Julieta. Teatro de La Abadía y Teatro Nacional de Cataluña.
- Alma y cuerpo de José Manuel Mora (2016) dir. Carlota Ferrer. Personaje: Santa Teresa de Jesús. Teatro Español.
- Leyendo Lorca Lectura Dramatizada de Textos de Lorca. (2017) dir. Irene Escolar
- Vania dir. Àlex Rigola Teatros del Canal. (2017-2018)
- Blackbird dir. Carlota Ferrer Teatro Pavón Kamikaze. (2017-2018)
- Un enemigo del pueblo dir. Àlex Rigola Teatro Pavón Kamikaze. (2018)
- Hermanas dir. Pascal Rambert Teatro Pavón Kamikaze. (2018-2019)
- Mammón dir. Nao Albet & Marcel Borràs Teatros del Canal. (2018-2020)
- La Gaviota dir. Àlex Rigola Teatro de la Abadía. (2020)
- Las Ficciones dir. Pablo Remón Teatro Pavón Kamikaze. (2020)
- Atraco, Paliza y Muerte en Agbanaspach dir. Nao Albet y Marcel Borràs Centro Dramático Nacional. (2021)
- Finlandia dir. Pascal Rambert (2022-2023-2024)
- Personas, Lugares y Cosas dir. Pablo Messiez Sala Principal del Teatro Español.(2025-2026)

## Radio
- Nuestra ciudad de Thornton Wilder. (2014). Dirigido por Juan Cavestany para la Cadena Ser.

## Premios y candidaturas
Premios Goya
| Año  | Categoría               | Película            | Resultado |
| ---- | ----------------------- | ------------------- | --------- |
| 2016 | Mejor actriz revelación | Un otoño sin Berlín | Ganadora  |

Premios Fotogramas de Plata
| Año  | Categoría                                       | Montaje | Resultado |
| ---- | ----------------------------------------------- | ------- | --------- |
| 2019 | Fotogramas de Plata a la mejor actriz de teatro | Mammon  | Ganadora  |

Premios Fotogramas de Plata
| Año  | Categoría                                       | Montaje                                  | Resultado |
| ---- | ----------------------------------------------- | ---------------------------------------- | --------- |
| 2021 | Fotogramas de Plata a la mejor actriz de teatro | Atraco, Paliza y Muerte en a Agbanaspäch | Nominada  |

Medallas del Círculo de Escritores Cinematográficos
| Año  | Categoría               | Película            | Resultado |
| ---- | ----------------------- | ------------------- | --------- |
| 2016 | Mejor actriz revelación | Un otoño sin Berlín | Ganadora  |

Premios Feroz
| Año  | Categoría                 | Película            | Resultado |
| ---- | ------------------------- | ------------------- | --------- |
| 2016 | Mejor actriz protagonista | Un otoño sin Berlín | Nominada  |

Premios José María Forqué
| Año  | Categoría                 | Película            | Resultado |
| ---- | ------------------------- | ------------------- | --------- |
| 2016 | Mejor actriz protagonista | Un otoño sin Berlín | Nominada  |

Premios de la Unión de Actores
| Año  | Categoría                         | Trabajo             | Resultado |
| ---- | --------------------------------- | ------------------- | --------- |
| 2015 | Mejor actriz protagonista de cine | Un otoño sin Berlín | Nominada  |

Festival Internacional de Cine de San Sebastián
| Año  | Categoría                   | Película            | Resultado |
| ---- | --------------------------- | ------------------- | --------- |
| 2015 | Mención Especial del Jurado | Un otoño sin Berlín | Ganadora  |

Premios Valle Inclán de Teatro
| Año  | Categoría                    | Montaje    | Resultado |
| ---- | ---------------------------- | ---------- | --------- |
| 2016 | Mejor interpretación teatral | El público | Finalista |
| 2018 | Mejor interpretación teatral | Vania      | Finalista |
| 2019 | Mejor interpretación teatral | Mammon     | Finalista |

Premios Max
| Año  | Categoría                 | Obra       | Resultado |
| ---- | ------------------------- | ---------- | --------- |
| 2016 | Mejor Actriz de Reparto   | El público | Nominada  |
| 2020 | Mejor Actriz Protagonista | Hermanas   | Nominada  |

Premios Ojo Crítico
| Año  | Categoría | Trabajo | Resultado |
| ---- | --------- | ------- | --------- |
| 2011 | Teatro    | Oleanna | Ganadora  |

Premios ACE (Nueva York)
| Año  | Categoría                 | Trabajo       | Resultado |
| ---- | ------------------------- | ------------- | --------- |
| 2014 | Mejor actriz protagonista | Juana la Loca | Ganadora  |

Otros
- Premio Carlos Saura en el Festival Internacional de Cine de Huesca 2025.
- Premio orden de Toledo a la mejor actriz en el Festival de cine y palabra Cibra 2024.
- Premio a la mejor interpretación del año en el Festval de Televisión de Vitoria 2024.
- Premio Fernando de Rojas a la Mejor Actriz por Finlandia 2023.
- Premio a la Mejor Actriz otorgado por Magazine la Vanguardia 2021.
- Premio a la mejor creación contemporánea 2021 por Escenario 0.
- Premio de Cultura Comunidad de Madrid 2019.[14]
- Premio Un Futuro de Cine en el Festival de cine Internacional Cinema Jove. 2015.
- Premio a la mejor actriz de televisión por la Asociación de Cronistas del Espectáculo de Nueva York por su papel de Juana la Loca en Isabel.
- Premio a la Mejor Actriz Protagonista en el Festival Solidario de Cáceres. 2016.
- Premio EFE Cultura 2016.
- Mención especial a la mejor interpretación femenina en el Festival de Tudela por Un otoño sin Berlín.
- Premio a la Mejor Actriz en el Festival de cine de Alicante. 2017.
- Premio Ciudad de Melilla por su trayectoria en la Semana de Cine de Melilla. 2018.